# Avan
Avan (även Lulavan) är en tätort i Luleå kommun.
Avan ligger vid den södra sidan av Luleälven, mitt emellan Boden och Luleå nära riksväg 97. Från Avan finns Avanleden, en färjeförbindelse över Luleälven till Norra Sunderbyn som trafikeras av linfärjan Theresia. 
Landskapet pryds av ”ladriket”, välbevarade lador som minner om svunna bärgningsmetoder. Genom odlingslandskapet rinner Åkerbäcken som utgör gräns mot Unbyn.
Avan blev utsedd till Årets by i Luleå kommun 2009.
Under 2017 lade Skanova ner det kopparbaserade telenätet på orten.

## Befolkningsutveckling
| Befolkningsutvecklingen i Avan 1950–2015 | Befolkningsutvecklingen i Avan 1950–2015 | Befolkningsutvecklingen i Avan 1950–2015 | Befolkningsutvecklingen i Avan 1950–2015 | Befolkningsutvecklingen i Avan 1950–2015 |
| --- | ---------------------------------------- | ---------------------------------------- | ---------------------------------------- | ---------------------------------------- |
| |                                          |                                          |                                          |                                          |
| År |                                          |                                          | Folkmängd                                | Areal (ha)                               |
| 1950 | 1950                                     |                                          | 201                                      | ##                                       |
| 1960 | 1960                                     |                                          | 190                                      | ¤                                        |
| 1975 | 1975                                     |                                          | 206                                      | 60                                       |
| 1980 | 1980                                     |                                          | 245                                      | 60                                       |
| 1990 | 1990                                     |                                          | 186                                      | 46#                                      |
| 1995 | 1995                                     |                                          | 192                                      | 65#                                      |
| 2000 | 2000                                     |                                          | 189                                      | 65#                                      |
| 2005 | 2005                                     |                                          | 197                                      | 65#                                      |
| 2010 | 2010                                     |                                          | 200                                      | 65                                       |
| 2015 | 2015                                     |                                          | 213                                      | 69                                       |
| Anm.: Ny tätort 1975. Ej tätort 1990-2010. ## Som tätort/befolkningsagglomeration 1920–1950. ¤ Som tätortsbebyggelse med 150-199 invånare # Som småort. |                                          |                                          |                                          |                                          |

## Evenemang
Varje år sedan 1999 tillbaka anordnas andra lördagen i augusti Höslaget.

## Idrott
Avan är en stor "hockeyby" där flera ishockeyspelare har växt upp, bland andra Karl Fabricius. Avans Sportklubb bildades 1928 med trettio medlemmar.